# Apoclea
Apoclea är ett släkte av tvåvingar. Apoclea ingår i familjen rovflugor.

## Arter inomApoclea[1]
- Apoclea albipila
- Apoclea algirus
- Apoclea approximata
- Apoclea arabica
- Apoclea autumnalis
- Apoclea conicera
- Apoclea continuata
- Apoclea duplicata
- Apoclea femoralis
- Apoclea helvipes
- Apoclea heteroclita
- Apoclea inarticulata
- Apoclea indica
- Apoclea micracantha
- Apoclea obscura
- Apoclea pakistanicus
- Apoclea parvula
- Apoclea plurisetosa
- Apoclea rajasthanensis
- Apoclea treibensis
- Apoclea trivialis